# Sasinkovo
Sasinkovo es un municipio del distrito de Hlohovec en la región de Trnava, Eslovaquia, con una población estimada a final del año 2024 de 813 habitantes.
Se encuentra ubicado en el centro-este de la región, cerca del río Váh (cuenca hidrográfica del Danubio) y de la región de Nitra.

## Demografía
| Año        | 1994 | 2004    | 2014    | 2024    |
| ---------- | ---- | ------- | ------- | ------- |
| Población  | 897  | 872     | 854     | 813     |
| Diferencia |      | −2,78 % | −2,06 % | −4,80 % |

| Año        | 2023 | 2024    |
| ---------- | ---- | ------- |
| Población  | 837  | 813     |
| Diferencia |      | −2,86 % |